# Tadija Bošnjaković
Tadija Bošnjaković (Budim/Tukulja, 19. ožujka 1726. – Baja, 26. listopada 1787.) je bio hrvatski predavač filozofije iz Mađarske. Bio je i lektorom bogoslovije u Petrovaradinu. Bio je franjevačkim cenzorom.